# Honda Avancier (2016)
La Honda Avancier (in cinese 冠道; pinyin: Guāndào) è un'autovettura prodotta dalla casa automobilistica giapponese Honda dal 2016.

## Descrizione

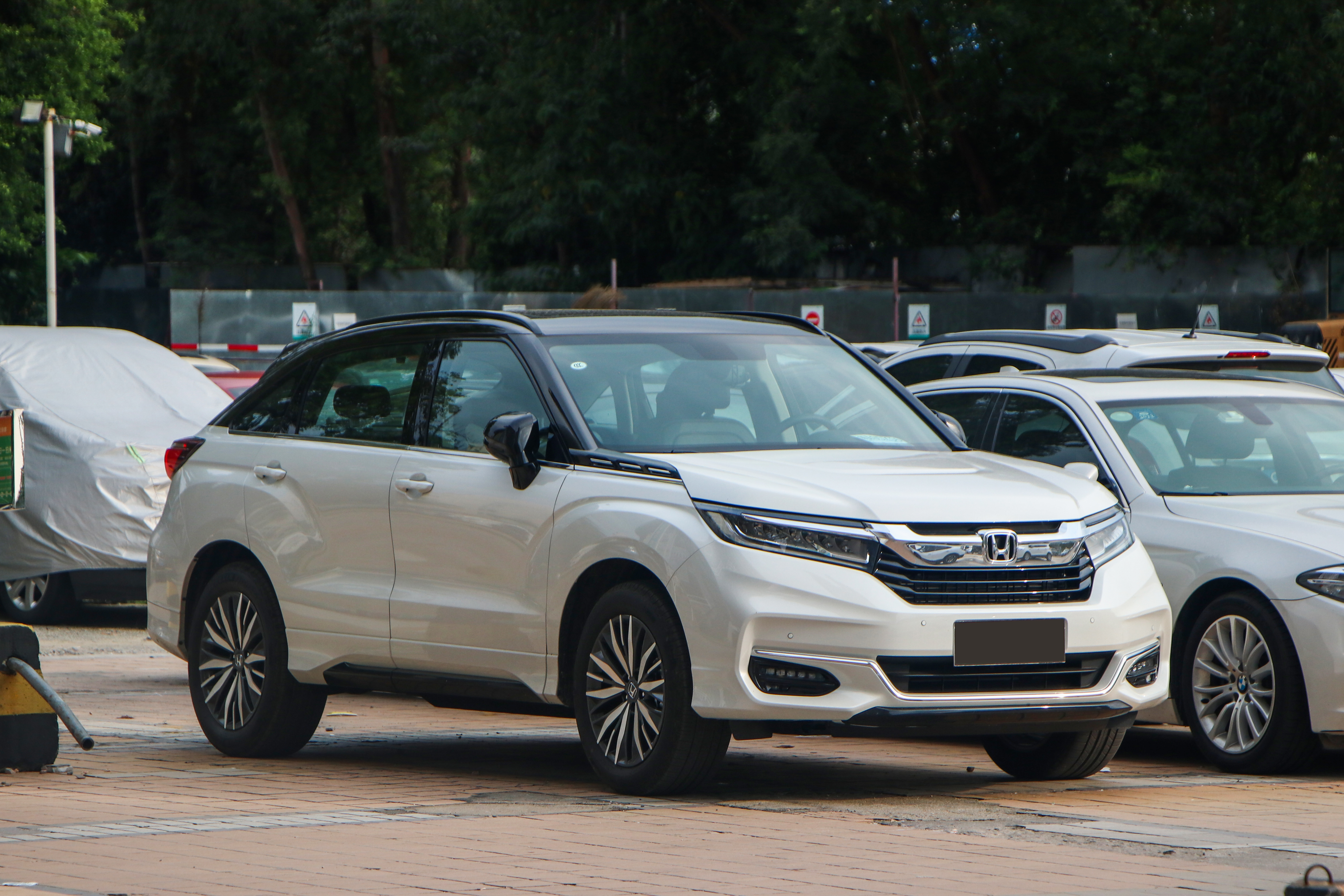
Honda Avancier Restyling del 2020

La vettura è un SUV crossover di medie dimensioni prodotto dalla Guangqi-Honda, una joint venture tra l'azienda nipponica e la casa automobilistica cinese GAC, esclusivamente per il mercato cinese.
Il primo concept della vettura chiamato Concept D è stato presentato al salone di Shanghai nel 2015. La versione prototipale dell'Avancier ha debuttato durante l'Auto China nell'aprile 2016 e nel settembre 2016 al salone di Chengdu.
L'Avancier è alimentata da due motorizzazioni a quattro cilindri in linea VTEC Turbo: L15B7 Earth Dreams da 1,5 litri che produce 144 kW (196 CV) e 240 Nm di coppia accoppiato a una trasmissione a variazione continua e un 2.0 litri K20C3 Earth Dreams a quattro cilindri in linea che produce 200 kW (272 CV) e 370 Nm di coppia accoppiato a un cambio automatico ZF a 9 velocità.
La Honda Avancier è stata sottoposta ad un restyling nel marzo 2020, in cui sono stati modificati il design della parte anteriore e posteriore con nuovi paraurti, aggiungendo in opzione la verniciatura bicolore.

### UR-V
La Honda UR-V è la versione prodotta dalla joint venture Dongfeng-Honda, presentata nel marzo 2017. L'UR-V ha ricevuto un restyling nel 2020.